# اوارمینی
اوارمینی شهری در شهرستان ساپونه در استان بازگا در بورکینافاسوی مرکزی است و جمعیت آن ۱۴۶۲ نفر است.